# Toyota Dyna

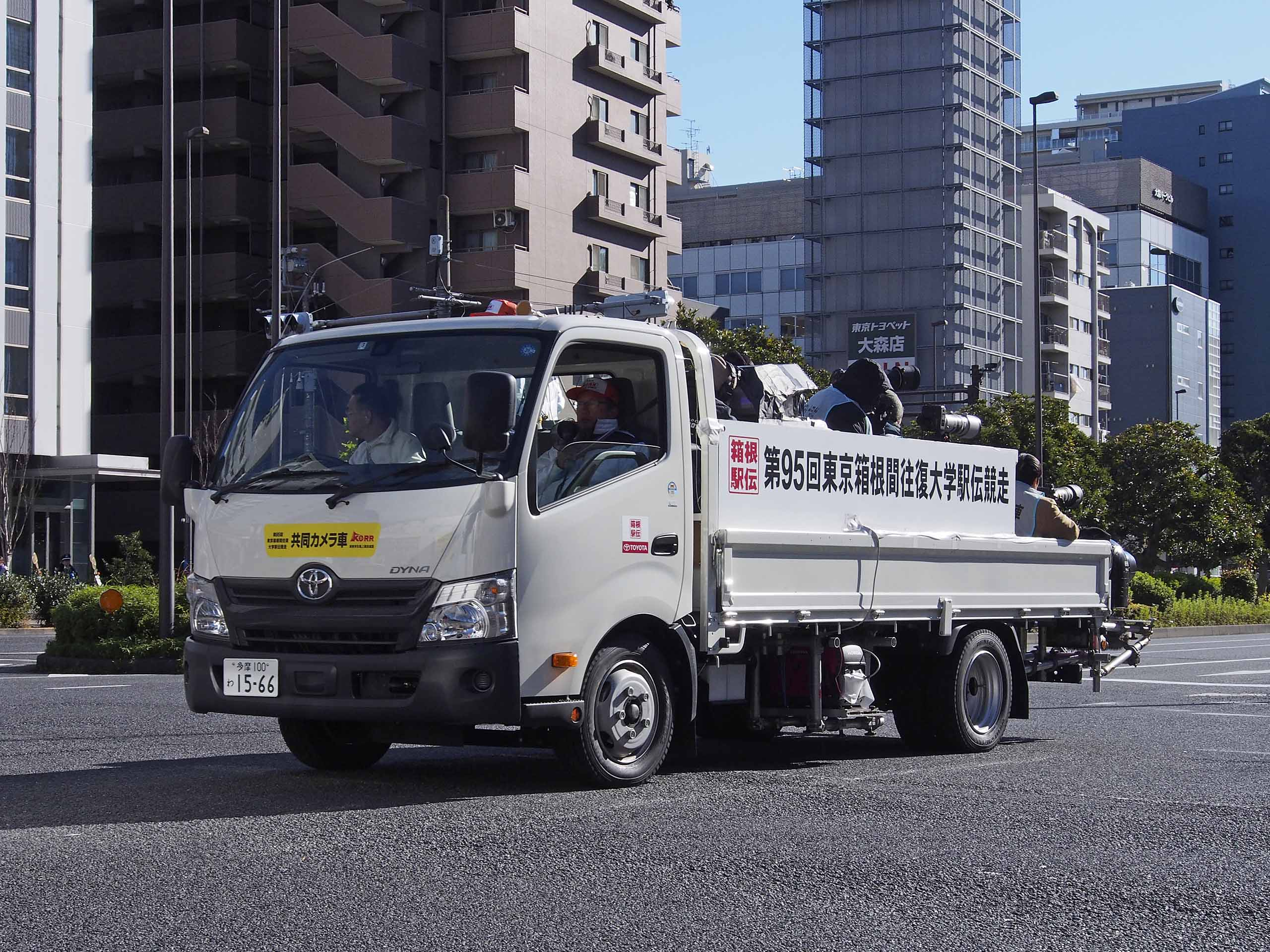

El Toyota Dyna es una camioneta cab over de servicio liviano a mediano para uso comercial. En el mercado japonés, el Dyna se vende junto con su gemelo llamado Toyoace. El Toyoace fue un cambio de nombre del Camión SKB de Toyopet como resultado de una competencia pública de 1956 con 200 000 entradas. "Dyna" es la abreviatura de dinámico.
El Dyna estaba disponible originalmente en Japón solo en las ubicaciones Toyota Diesel Store, luego disponible en las ubicaciones de Toyota Store, mientras que el gemelo Toyoace estaba disponible en Toyopet Store ubicaciones. El Dyna también se vendió como el Daihatsu Delta y el Hino Dutro. En Japón, sus competidores tradicionales son el Isuzu Elf, el Mitsubishi Fuso Canter y el Nissan Atlas. El antiguo Central Motors produjo el Dyna Route Van desde abril de 1957 hasta junio de 1967.

## Historia
El Toyota Dyna se ha producido a partir de 1959.

## RK52

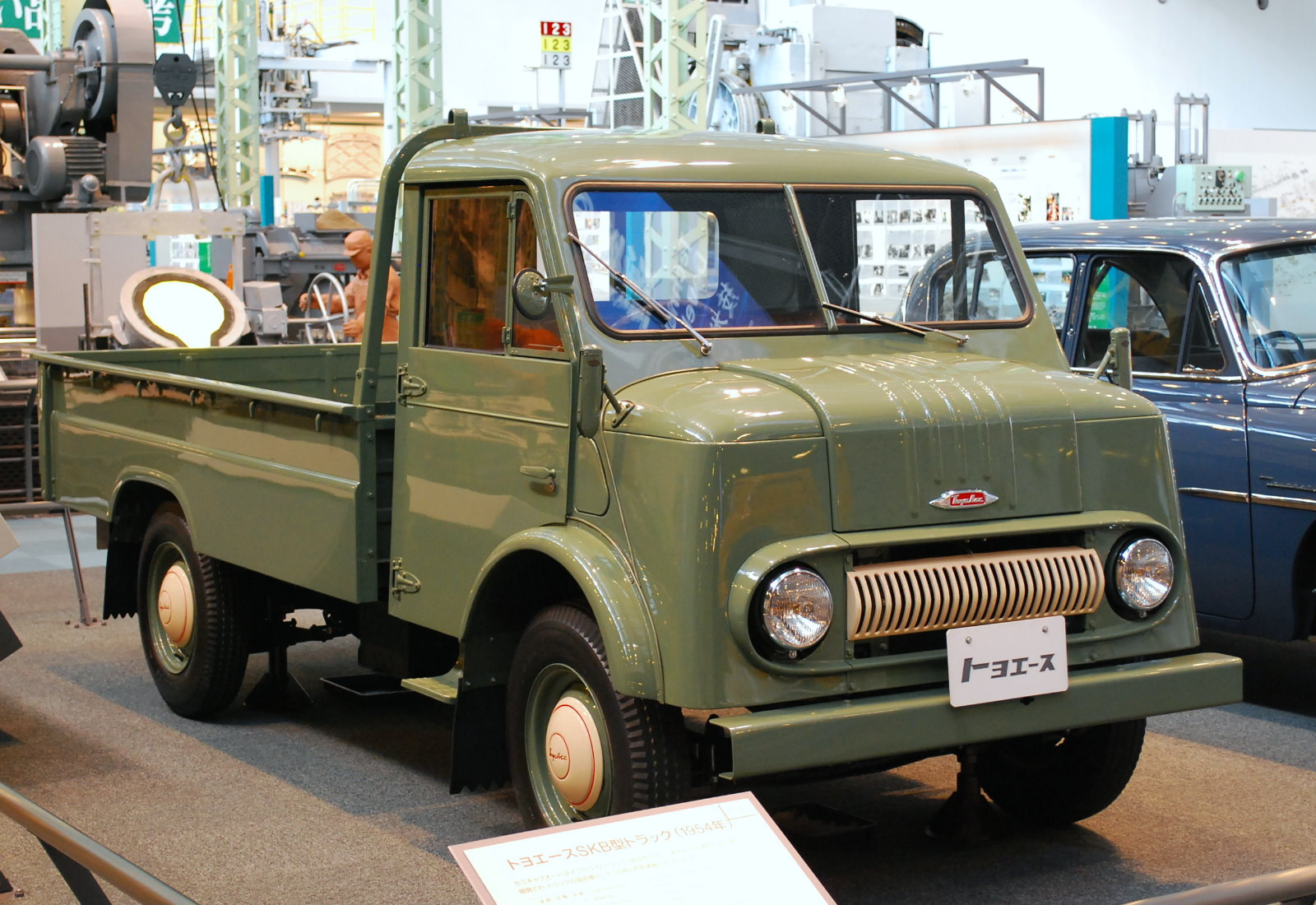

El Toyopet Route Truck RK52 fue la plataforma que contribuyó al Dyna. Se estableció un nuevo concesionario japonés de Toyota para vender la serie SKB de Toyopet Toyoace llamada Tienda Toyopet, que también introdujo una versión sedán de esta plataforma llamada Toyopet Master.

### RK60 - RK80
Segunda generación de Camión Toyopet Route, diseñado por Kanto Auto Works, Ltd. El marco se compartió con la Toyopet Masterline RK23 camioneta y la Toyota Stout. El Toyopet Route Truck pasó a llamarse Toyota Dyna en abril de 1959. Aunque compartía la misma plataforma que el Toyoace, su apariencia es más similar a su otro derivado, el  Daihatsu Delta . La serie K20 de Toyoace se produjo hasta que llegó la serie Y10. Se vendió como Camión Toyota PK25 para el mercado de exportación.

## K170 (1963-1968)
El semi-cabina original sobre Dyna fue reemplazado por el nuevo modelo de la serie K170 en septiembre de 1963, con un diseño más delgado con faros cuádruples. El Dyna RK170 también proporcionó la base para el Toyota Light Bus RK170B, y fue construido sobre el chasis del Stout. También tenía el motor 80 CV (59 kW; 59 kW) 3R-B de 1.9 litros de la Stout. El Isuzu Elf se introdujo en una versión diesel en 1960, una versión que resultó lo suficientemente exitosa como para relegar al Dyna al segundo lugar en ventas. Incluso el nuevo Dyna no restauró el liderazgo del Dyna, hasta que en marzo de 1964 se agregó a la alineación el J-engine (2336 cc, OHV) con motor diesel JK170. También estaba disponible una versión de 2,5 toneladas de distancia entre ejes larga con ruedas traseras gemelas (RK175), al igual que una versión de furgoneta de ruta (monovolumen acristalado).

## U10 (1968-1977)

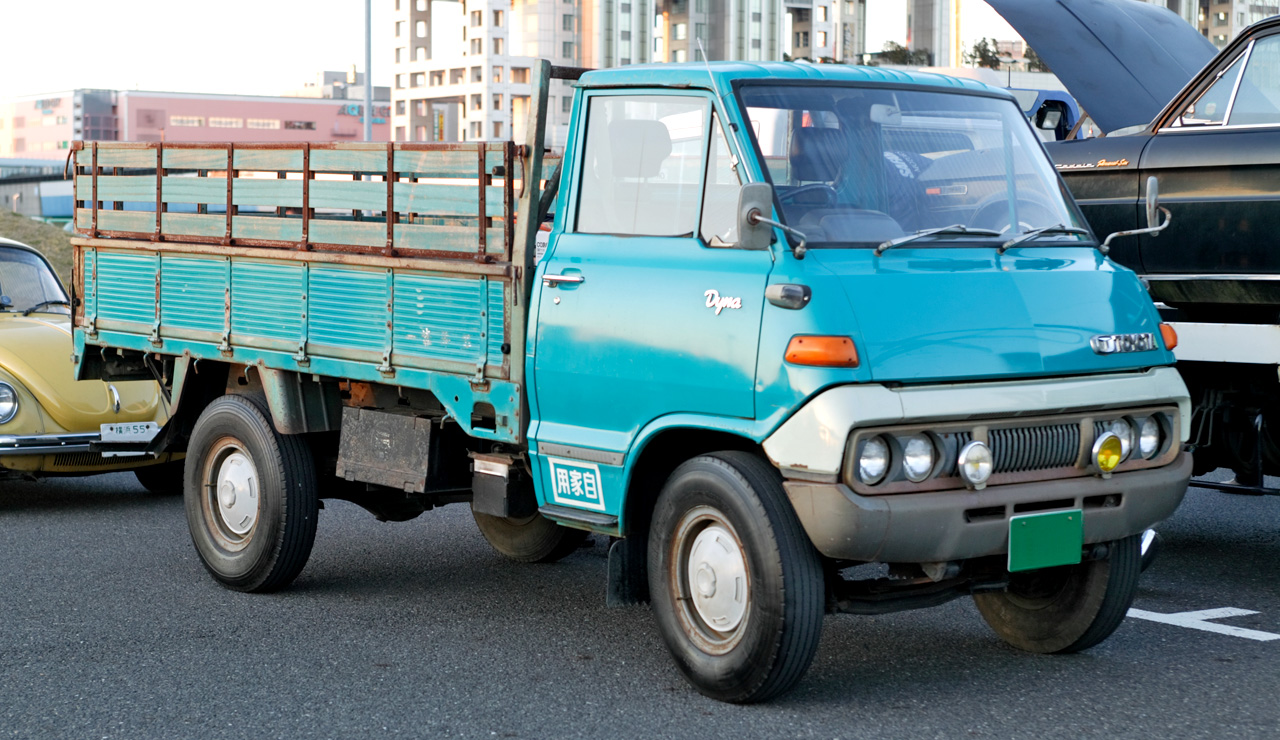

La plataforma Dyna se cambió a la plataforma Toyota "U" después de la fusión de Hino Motors en 1966. Los motores disponibles para esta serie son un modelo de 2.0 litros 5R motor de gasolina clasificado en 93 CV (68 kW; 68 kW), un 3.0 litros de cuatro cilindros en línea B, o el modelo de seis cilindros en línea de 3.6 litros H] diesel. El diésel H tiene una potencia nominal de 95 CV (70 kW; 70 kW) y solo estaba disponible en la versión de camión de tres toneladas para servicio pesado, que tiene una velocidad máxima de. El diesel B ofrece 85 CV (63 kW; 63 kW). El Dyna de tres toneladas se presentó en agosto de 1969. Se encontraban disponibles camiones con distancia entre ejes corta (serie 10) y larga (serie 15), así como camionetas de ruta (minibús). Equipado con el motor 5R de 2.0 litros clasificado en 95 CV (70 kW; 70 kW), el Dyna también se comercializó en muchos mercados de exportación, como Australia, con ruedas traseras simples o gemelas. La línea de autobuses Toyota Coaster tenía el mismo chasis y también usaba los códigos de chasis de la serie U10. Una versión de servicio pesado llamada Toyota Massy Dyna se introdujo por primera vez en septiembre de 1969.

### Daihatsu Delta
Una versión remodelada del U10 Dyna también se vendió como el Daihatsu Delta 1500 o 2000 de primera generación, dependiendo de la relación de peso. Los códigos de chasis son SV17 para el 12R - Delta 1500 con motor, DV23 para el modelo de gasolina 5R (2000) y DV28 para el diésel Delta 2000 con motor B. El Delta 2000 también estaba disponible con un motor diesel Daihatsu DG de 2.5 litros; lleva el código de chasis DV26. En Australia, también hubo un 85 CV (63 kW; 63 kW) 1861 cm³ (1,9 L; 1,9 L) motor de gasolina de cuatro en línea disponible.

## U20 / Y20 Series

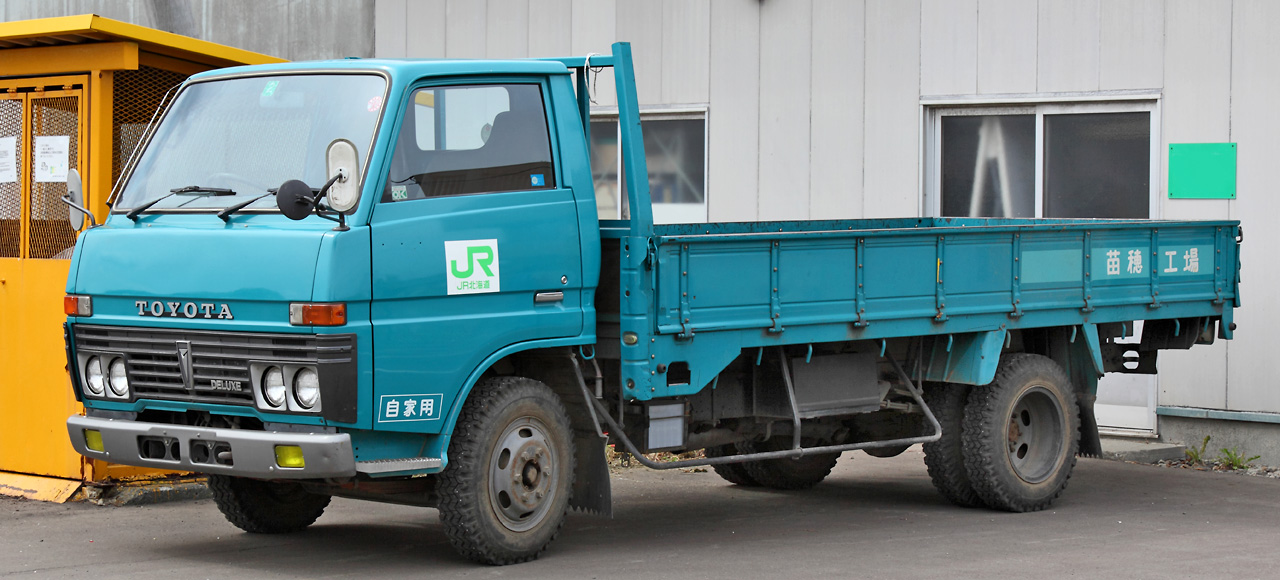

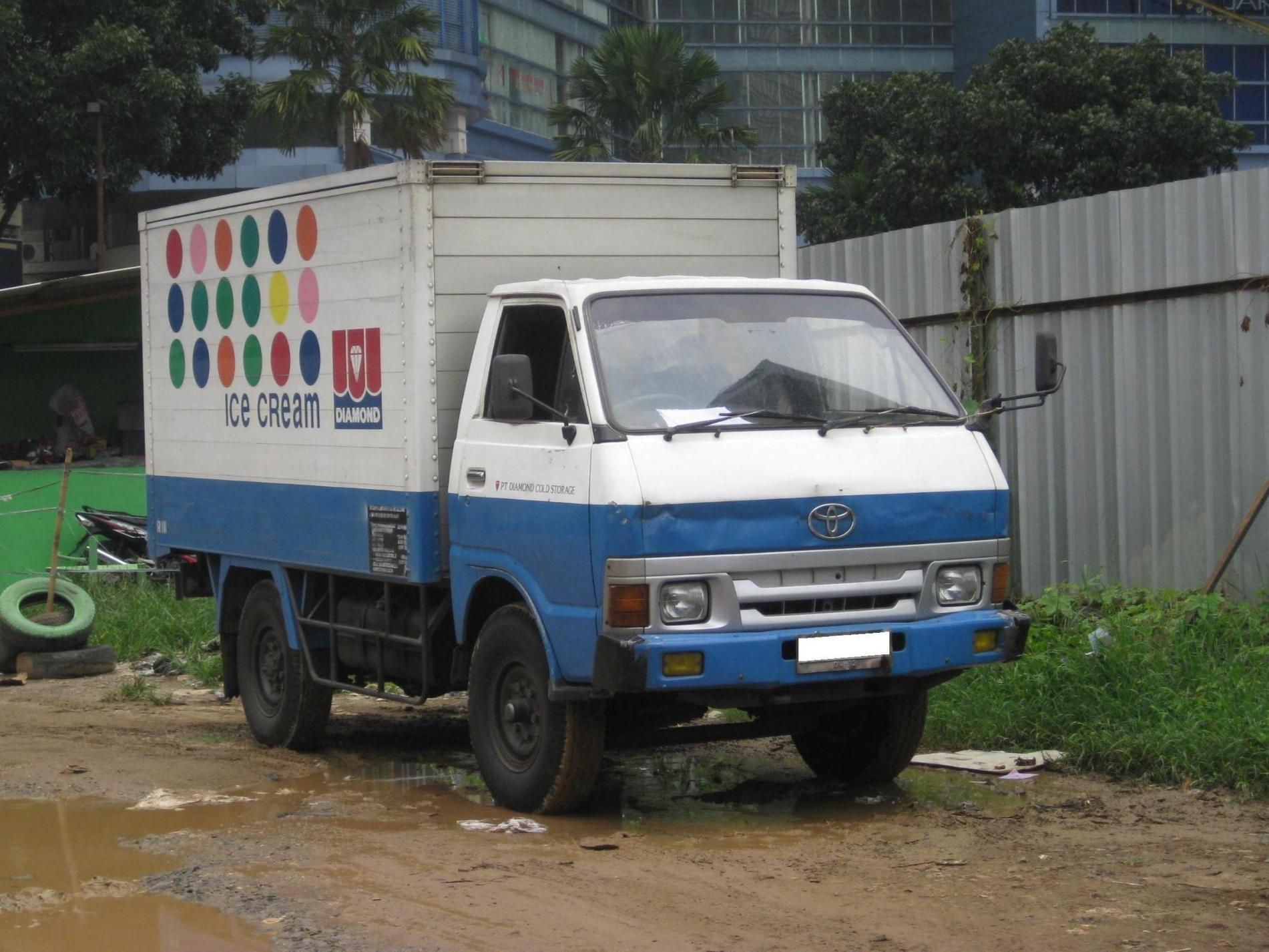

El U20 es un camión de cuatro ruedas (este código de chasis también se usó para el Route Van), el U30 es una versión de batalla más larga, mientras que el U40 y el U50 más pesados tienen una cabina más ancha. Estos modelos tienen ruedas traseras gemelas y en su mayoría utilizan el motor diesel de cuatro cilindros en línea de 3.0 litros de Toyota motor B. El motor de gasolina 1994 cm³ (2 L; 2 L) 5R también estaba disponible en algunos mercados, con una clasificación de 80 caballos de vapor (59 kW; 59 kW). Al igual que su predecesor, este modelo también se comercializó como el Daihatsu Delta, aunque este fue el primero en venderse con el distintivo de Hino, como el Ranger 2 o el Ranger 3 dependiendo de la clasificación de peso. en toneladas métricas.
Una versión de este camión, con cabina estándar o de tripulación, entró en producción en China en 1983 como Fuzhou FZ131. El FZ131 basado en Dyna se convertiría en un pilar de la producción de Fuzhou Automobile Works durante la década de 1980 con una producción de 211 unidades, siendo reemplazado por la próxima generación de Dynas (que todavía usa el nombre FZ131. La producción terminó en 1989, ya que estaban bajando las ventas y la demanda.
The new smaller ToyoAce with Y20 chassis was launched in 1979, while the Dyna was still using the U-platform. This was the fourth-generation ToyoAce in Japan. In certain export markets, the ToyoAce was sold as Dyna, and offered in single and double cabin bodystyles.
En 1984, Toyota introdujo el Dyna Rino en Indonesia. La versión ligera de una sola rueda trasera se construyó sobre la plataforma Y30, y la versión de doble rueda trasera se codificó como Y40. Los primeros modelos tienen faros redondos y motores 3B y 13B. Los modelos de estiramiento facial con faros rectangulares, BU están propulsados por motores 14B de 3,7 litros. El mercado indonesio Dyna Rino permaneció en producción hasta 2002. Este modelo también se vendió como Daihatsu Delta, en un rango de carga útil de 1,5 a 2,5 toneladas. Los motores son las propias unidades de gasolina de 2.0 litros y diesel de 2.5 litros de Daihatsu. La segunda generación de Delta salió a la venta en Australia a finales de diciembre de 1977.
La primera serie BU (Dyna 200/300/400, 1984–88) usaba faros redondos cuádruples. Desde 1989 en adelante, el Dyna tenía faros rectangulares cuádruples y vidrio de puerta de una pieza con nuevos adornos de puertas interiores y otros cambios menores en el interior. Todos los modelos de cabina ancha tenían una ventilación de techo montada en el centro y tenían 3 limpiaparabrisas. El motor diésel 3B de 3,4 litros, el 13B de 3,4 litros (inyección directa) y el 14B de 3,7 litros Los motores con inyección directa se utilizaron en el Dyna 200 y Dyna 300, una caja de cambios de 5 velocidades era estándar, mientras que una transmisión automática de 4 velocidades con un modo de sobremarcha de 2 vías estaba disponible como opción. El Dyna 300 estaba equipado con un freno de escape. Los frenos delanteros de disco de doble pistón ventilados eran opcionales en la primera serie de Dyna 300 de cabina ancha. En Portugal, el Dyna 250 (BU84) con motor 3B se ensambló localmente.
La serie Y más ligera se introdujo en mayo de 1985. Salvador Caetano de Portugal ensambló el LY60 Dyna como el 150, utilizando el motor 2L de Toyota, un 2446 centímetros cúbicos (2,4 L; 2,4 L) diesel de cuatro en línea.

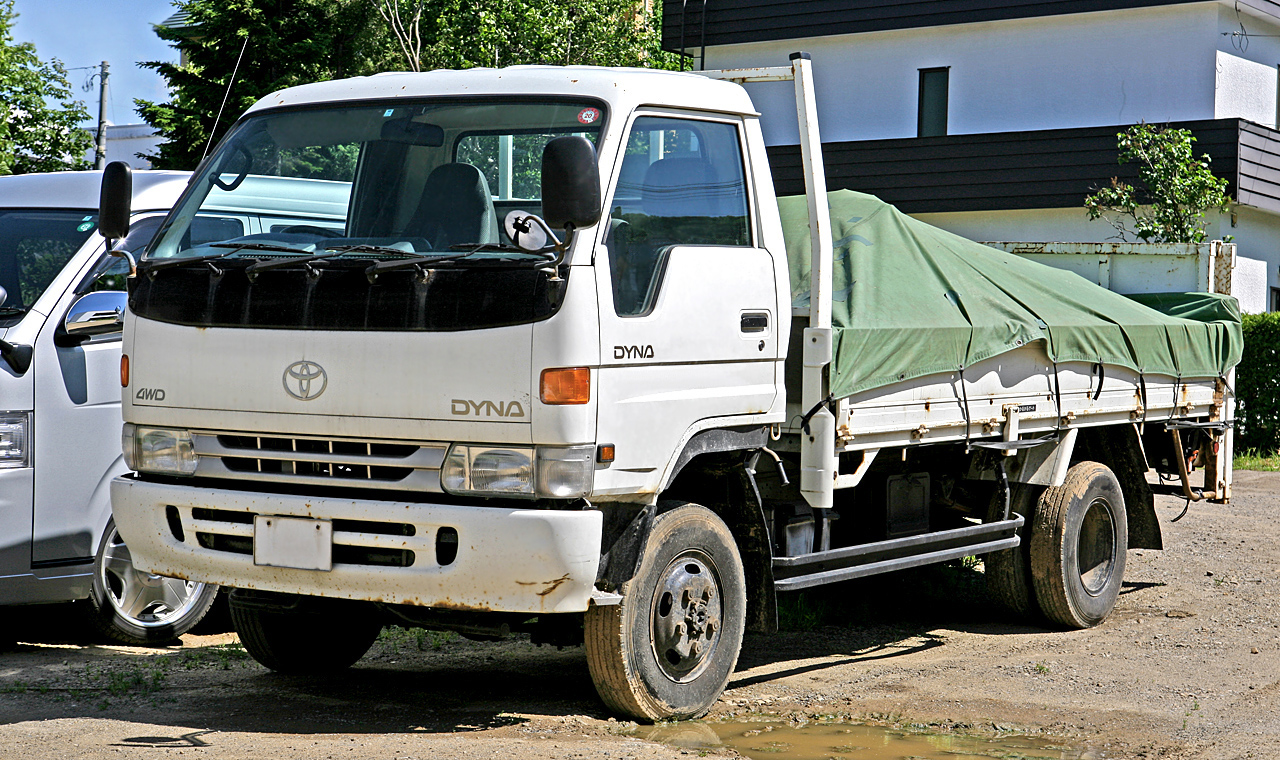

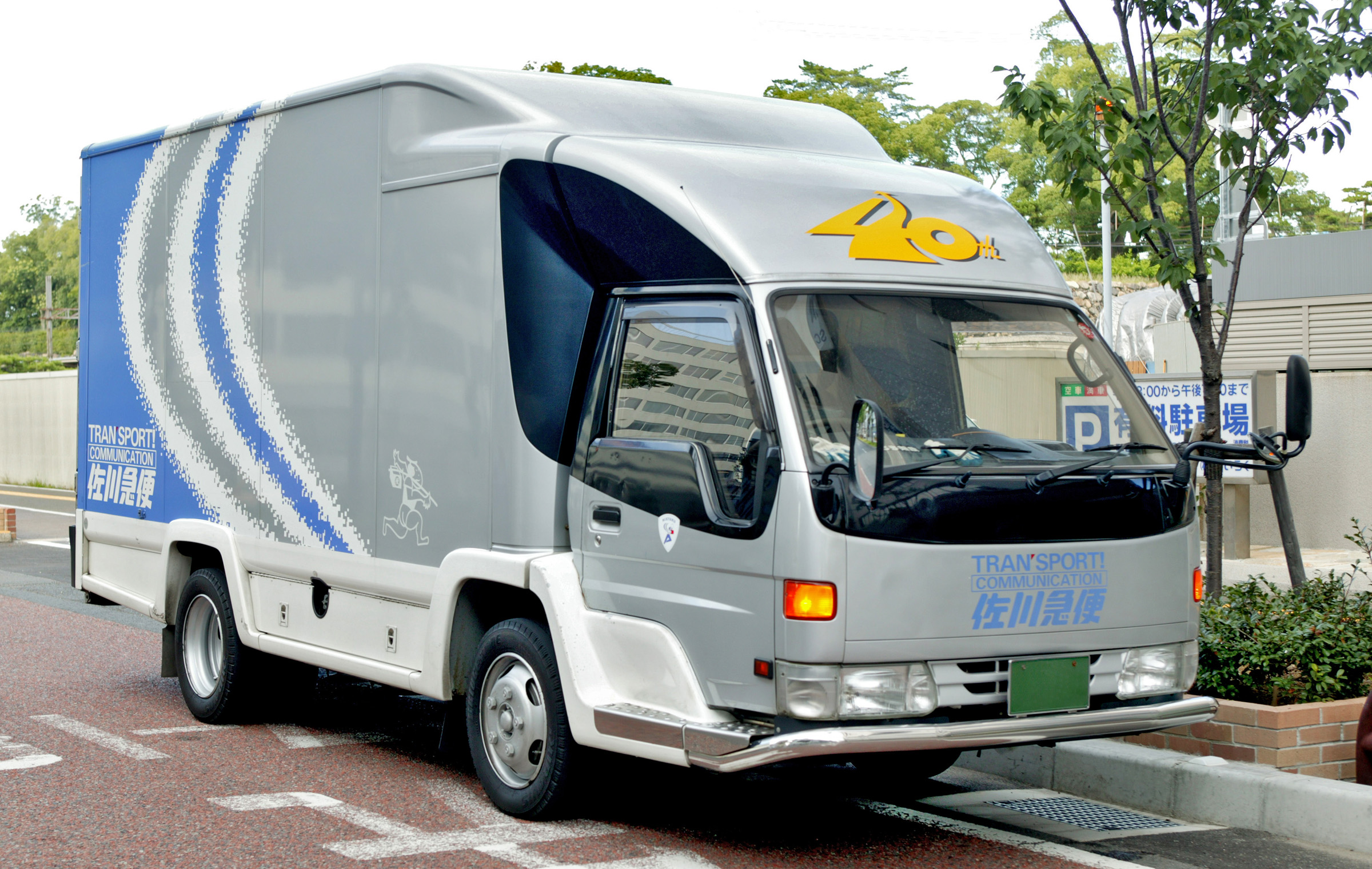

La sexta generación del Dyna se introdujo el 11 de mayo de 1995. Las nuevas incorporaciones a los motores incluyeron el motor diésel de inyección directa J05C de 5.3 litros junto con un motor 15B-F de cuatro válvulas y 4.1 litros. Los motores diesel fueron diseñados para cumplir con los nuevos estándares de emisiones de vehículos. Las adiciones a los motores de gasolina incluyeron un motor 3RZ-FE de cuatro válvulas y 2.7 litros, así como una variante LPG del mismo motor con un código de 3RZ-FP. Los cambios exteriores incluyeron nuevos diseños de cabina junto con espejos retrovisores exteriores controlados eléctricamente, nuevas señales de giro y nuevos escalones de acero termoplástico. En el interior, se agregaron nuevos cinturones de seguridad ajustables con un ángulo de reclinación de 31 grados junto con un nuevo tablero. Los sistemas de frenado y suspensión se mejoraron para mejorar el rendimiento. Se agregó un nuevo estilo de cabina llamado Grand Cab a la línea, además de la cabina estándar, que era similar al modelo de 4.0 toneladas pero tenía un espacio de cubierta extendido.
En 1997, se agregó a la gama un nuevo estilo de cabina llamado Super Low Cab, que presenta la cabina por delante del eje delantero. La cabina se movió hacia adelante 690 mm (27,2 plg; 27,2 plg) y el piso se bajó 81 mm (3,2 plg; 3,2 plg) para aumentar el espacio de la cubierta. Al igual que con muchas otras generaciones de Dyna, esta generación también fue ensamblada en Ovar, Portugal, por el socio local de Toyota Caetano para ventas locales.

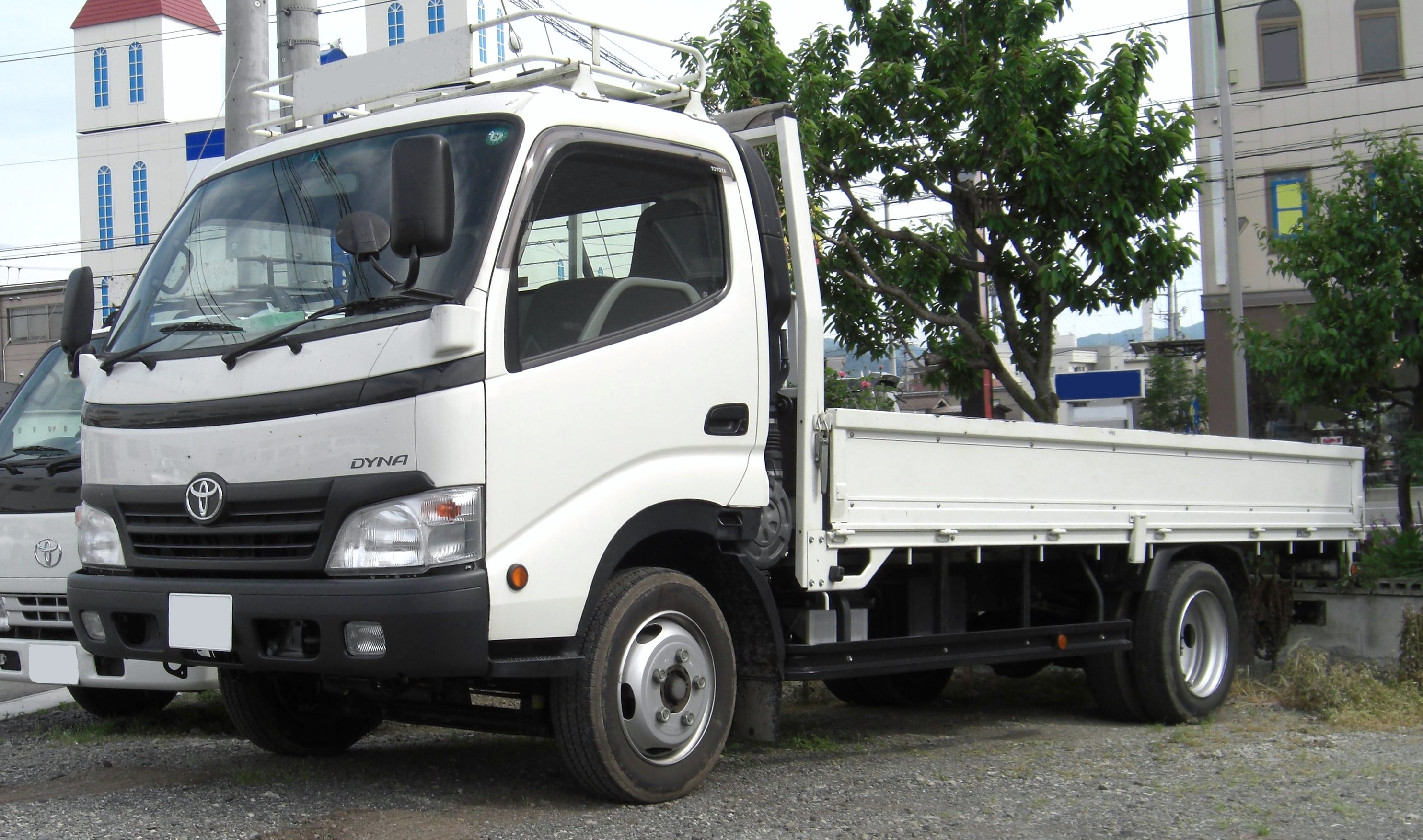

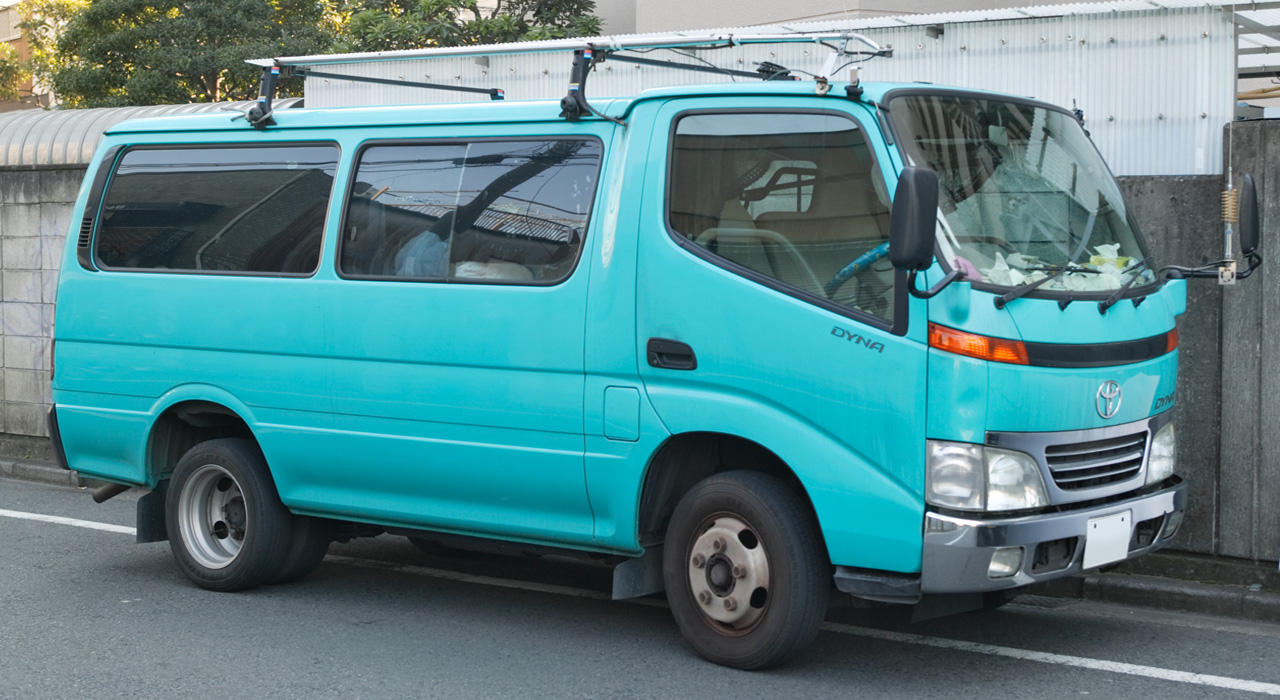

El Dyna de séptima generación se introdujo en mayo de 1999 y fue desarrollado conjuntamente por Toyota y Hino. El Hino Dutro vendido como resultado era un Toyota Dyna rebautizado. Las cabinas se hicieron más aerodinámicas, espaciosas y curvas. Se instalaron nuevos faros para continuar con la estética de la cabina. La calidad interior, así como el tablero de instrumentos, se mejoraron y se hicieron más ergonómicos. La suspensión delantera se modificó y un nuevo soporte de cabina sellado con líquido mejoró la calidad de conducción. La distancia entre ejes era la más larga de su clase en 4200 mm (165,4 plg; 165,4 plg). Los cambios en la gama de motores incluyeron la adición de un turbocompresor al motor diésel de 4.1 litros. En junio de 2000, se revisó el motor de GLP y un nuevo motor de gasolina 1998 cm³ (2 L; 2 L) clasificado en 110 CV (81 kW; 81 kW) se agregó a la alineación. En septiembre de 2002, se introdujo un modelo de bajas emisiones para su uso en áreas metropolitanas. En mayo de 2003, los motores fueron revisados para cumplir con las regulaciones de emisiones de vehículos de 2001. En septiembre del mismo año, se agregó un modelo híbrido a la línea. El Dyna / Dutro se sometió a una revisión menor en mayo de 2004 que resultó en la introducción del sistema de inyección de combustible diesel common rail, así como los sistemas EGR (para modelos con motor de gasolina) y DPR (para modelos con motor diesel). En julio del mismo año, el motor del modelo de 1.0 toneladas se actualizó a 2494 cm³ (2,5 L; 2,5 L) motor clasificado en 109 CV (80 kW; 80 kW). En septiembre de 2006, los motores de los modelos de 2,0 y 4,0 toneladas se fabricaron para cumplir con las regulaciones de emisiones de vehículos de bajo consumo de gas. En octubre de 2006, el modelo híbrido se revisó para reducir las emisiones y ahora era elegible para reducciones de impuestos mientras que la gama se sometió a un lavado de cara. En mayo de 2007, se agregó un nuevo motor diésel 2693 cm³ (2,7 L; 2,7 L) clasificado en 151 CV (111 kW; 111 kW) al rango. Los modelos LPG se fabricaron para cumplir con las regulaciones de emisiones de vehículos de 2005. El Dyna / Dutro también recibió una nueva rejilla vertical. En mayo de 2010, los motores diésel tenían un mayor par motor, mientras que la transmisión manual se actualizó de una unidad de 5 velocidades a una unidad de 6 velocidades para mejorar la economía de combustible. El Dyna y sus gemelos Toyoace y Dutro se construyeron sobre la plataforma U300 para Standard Cab, o la plataforma U400 para Wide Cab. Las camionetas Dyna Route Van / Dutro son esencialmente carrocerías de camioneta estándar  Toyota HiAce (H100) acopladas con el chasis de la camioneta Dyna / Dutro. A pesar de que se construyeron en las plataformas U300 y U400, para fines de marketing, estos modelos todavía usaban los nombres Dyna 100, 150, 200, 250, 300 y 350, que indican carga útil. El Dyna 100 estaba disponible con un 2494 cm³ (2,5 L; 2,5 L) D-4D common rail turbo diesel que ofrece 88 caballos de vapor (65 kW; 65 kW). El Dyna 150 es una versión de chasis / cabina del camión Dyna, con ruedas traseras gemelas y un motor 102 CV (75 kW; 75 kW) mejorado, compartido con HiLux y HiAce. Estos vehículos tienen niveles de emisión que cumplen los estrictos requisitos de Euro IV que entraron en vigor en Europa en 2005, en Singapur en octubre de 2006, y se aplicaron en Japón a partir de febrero de 2007. A partir de 2003, las Dynas de fabricación portuguesa entraron en el resto del mercado europeo, hasta ahora solo habían sido para consumo local.

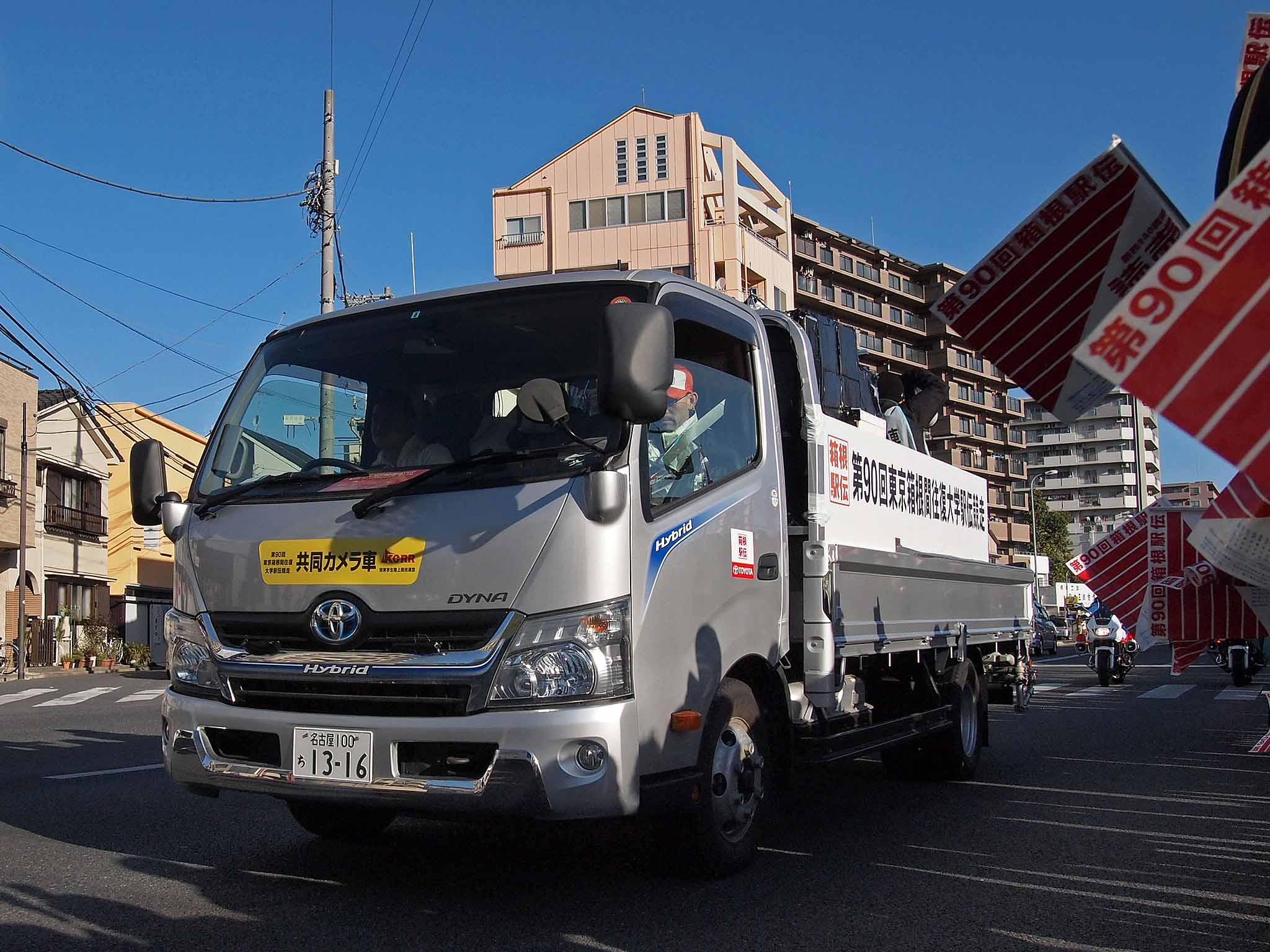

La octava generación del Dyna debutó en mayo de 2011 y se basó en el Hino Dutro de segunda generación. La alineación está formada por el U600 y el U800. El exterior se hizo más aerodinámico y la calidad interior se mejoró con respecto a la generación anterior. En los modelos híbridos, un motor diésel 4009 cm³ (4 L; 4 L) clasificado en 150 CV (110 kW; 110 kW) se emparejó con un motor eléctrico clasificado en 49 CV (36 kW; 36 kW) que también sirve como motor de arranque. Se introdujo una nueva transmisión automática de 5 velocidades que funcionaba como una transmisión automática convencional con dos levas. En marzo de 2015, Salvador Caetano anunció el cese del montaje de Dyna en Portugal, ya que el camión no cumplía con los estándares de emisiones Euro 6 y no sería comercializable dentro de la Unión Europea. En cambio, una versión de gasolina V6 del Land Cruiser entró en ensamblaje, destinado a la venta en África. Se ensamblaron 1664 Dynas en 2014, y se prevé completar 355 más en 2015 antes de que se completara el cambio.